# Puchar Kontynentalny kobiet w skokach narciarskich 2014/2015
Puchar Kontynentalny kobiet w skokach narciarskich 2014/2015 – 11. edycja Pucharu Kontynentalnego kobiet. Zaplanowane zostały 4 konkursy, po dwa na skoczniach Tveitanbakken w norweskim Notodden i Lugnet w szwedzkim Falun.
Ostateczny terminarz zawodów został zatwierdzony w czerwcu 2014 w hiszpańskiej Barcelonie.

## Zwycięzcy

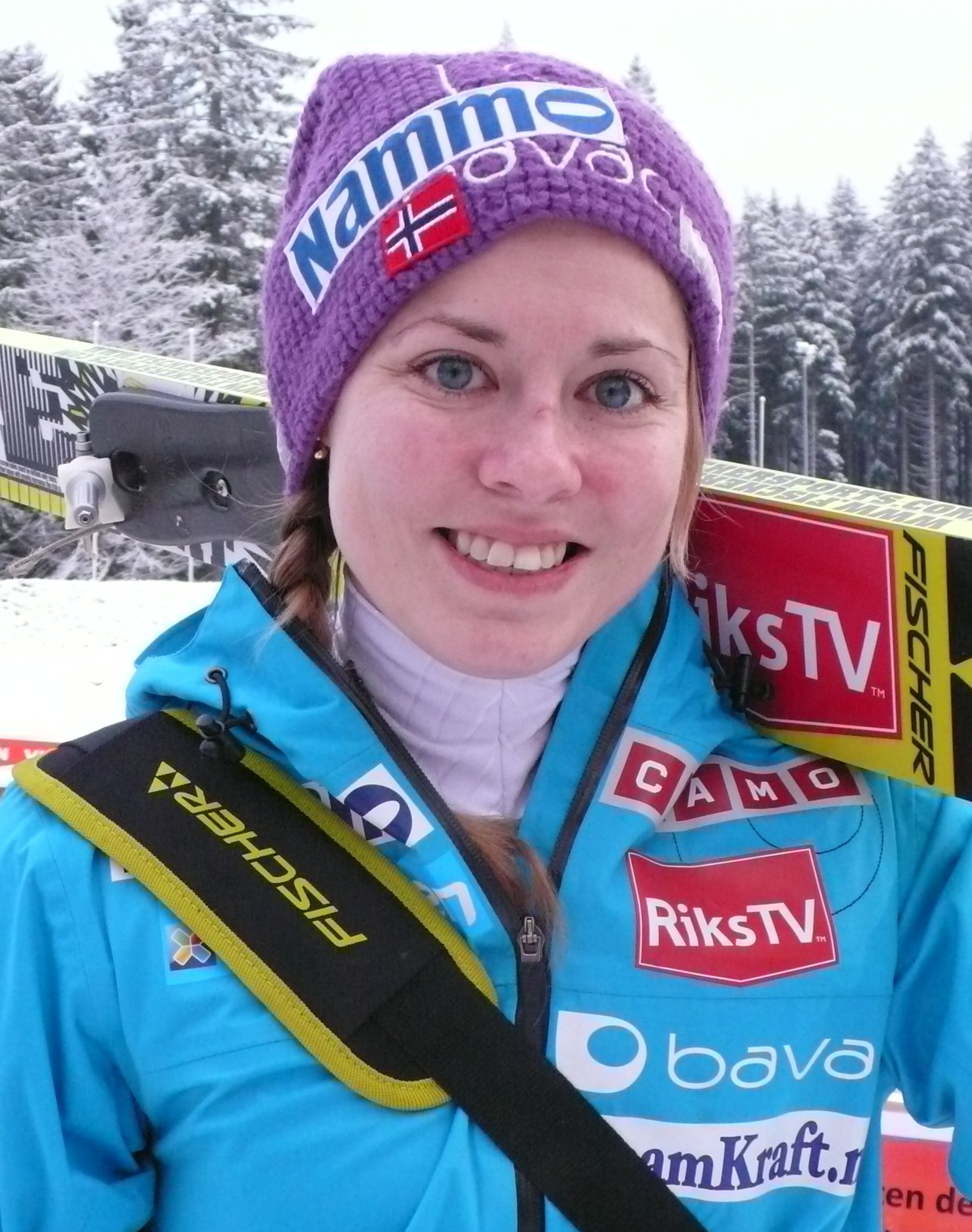
Anette Sagen – zwyciężczyni klasyfikacji generalnej
Norwegia – nieoficjalny zwycięzca klasyfikacji drużynowej

## Kalendarz i wyniki
| Lp.                                                                                 | Data                                                                                | Miejscowość                                                                         | Skocznia                                                                            | HS                                                                                  | Uwagi                                                                               | 1. miejsce                 | 2. miejsce                            | 3. miejsce                 |
| ----------------------------------------------------------------------------------- | ----------------------------------------------------------------------------------- | ----------------------------------------------------------------------------------- | ----------------------------------------------------------------------------------- | ----------------------------------------------------------------------------------- | ----------------------------------------------------------------------------------- | -------------------------- | ------------------------------------- | -------------------------- |
| 1.                                                                                  | 12 grudnia 2014                                                                     | Notodden                                                                            | Tveitanbakken                                                                       | HS100                                                                               | –                                                                                   | Jacqueline Seifriedsberger | Daniela Iraschko-Stolz                | Maren Lundby               |
| 2.                                                                                  | 13 grudnia 2014                                                                     | Notodden                                                                            | Tveitanbakken                                                                       | HS100                                                                               | –                                                                                   | Daniela Iraschko-Stolz     | Eva Pinkelnig                         | Jacqueline Seifriedsberger |
| 3.                                                                                  | 18 stycznia 2015                                                                    | Falun                                                                               | Lugnet                                                                              | HS100                                                                               | –                                                                                   | Anette Sagen               | Taylor Henrich                        | Susanna Forsström          |
| 4.                                                                                  | 18 stycznia 2015                                                                    | Falun                                                                               | Lugnet                                                                              | HS100                                                                               | –                                                                                   | Taylor Henrich             | Anette Sagen                          | Zdena Pešatová             |
|                                                                                     |                                                                                     |                                                                                     |                                                                                     |                                                                                     |                                                                                     |                            |                                       |                            |
| Puchar Kontynentalny kobiet w skokach narciarskich 2014/2015 – klasyfikacja końcowa | Puchar Kontynentalny kobiet w skokach narciarskich 2014/2015 – klasyfikacja końcowa | Puchar Kontynentalny kobiet w skokach narciarskich 2014/2015 – klasyfikacja końcowa | Puchar Kontynentalny kobiet w skokach narciarskich 2014/2015 – klasyfikacja końcowa | Puchar Kontynentalny kobiet w skokach narciarskich 2014/2015 – klasyfikacja końcowa | Puchar Kontynentalny kobiet w skokach narciarskich 2014/2015 – klasyfikacja końcowa | Anette Sagen               | Taylor Henrich Daniela Iraschko-Stolz | –                          |

## Statystyki indywidualne
| Zawodniczka                | Notodden | Notodden | Falun   | Falun   |
| Austria                    | Austria  | Austria  | Austria | Austria |
| -------------------------- | -------- | -------- | ------- | ------- |
| Chiara Hölzl               | 18       | 11       | –       | –       |
| Daniela Iraschko-Stolz     | 2        | 1        | –       | –       |
| Eva Pinkelnig              | 5        | 2        | –       | –       |
| Elisabeth Raudaschl        | 22       | 26       | –       | –       |
| Jacqueline Seifriedsberger | 1        | 3        | –       | –       |
| Lisa Wiegele               | 28       | 23       | –       | –       |
| Czechy                     |          |          |         |         |
| Barbora Blažková           | 17       | 25       | 8       | 7       |
| Michaela Doleželová        | 14       | 6        | –       | –       |
| Karolína Indráčková        | 27       | 29       | –       | –       |
| Jana Mrákotová             | 30       | 39       | 13      | 13      |
| Zdena Pešatová             | –        | –        | 5       | 3       |
| Finlandia                  |          |          |         |         |
| Susanna Forsström          | 36       | 28       | 3       | 4       |
| Jenny Rautionaho           | 44       | 43       | –       | –       |
| Francja                    |          |          |         |         |
| Océane Avocat Gros         | 33       | 32       | 11      | 14      |
| Julia Clair                | 10       | 12       | –       | –       |
| Léa Lemare                 | 6        | 4        | –       | –       |
| Coline Mattel              | 11       | 15       | –       | –       |
| Kanada                     |          |          |         |         |
| Taylor Henrich             | –        | –        | 2       | 1       |
| Jasmine Sepandj            | –        | –        | 6       | 8       |
| Niemcy                     |          |          |         |         |
| Anna Häfele                | 16       | 13       | –       | –       |
| Anna Rupprecht             | 20       | 20       | –       | –       |
| Juliane Seyfarth           | 8        | 7        | –       | –       |
| Ramona Straub              | 41       | 30       | –       | –       |
| Veronika Zobel             | 32       | 33       | –       | –       |
| Norwegia                   |          |          |         |         |
| Tonje Bakke                | 35       | 36       | 12      | 12      |
| Line Jahr                  | 7        | 9        | –       | –       |
| Maren Lundby               | 3        | 8        | –       | –       |
| Sara Melø                  | 38       | 34       | 10      | 9       |
| Hanna Midtsundstad         | 42       | 41       | 18      | 18      |
| Anniken Mork               | 31       | 31       | –       | –       |
| Silje Opseth               | 43       | 38       | 7       | 5       |
| Karoline Røstad            | 39       | 35       | –       | –       |
| Anette Sagen               | 9        | 10       | 1       | 2       |
| Marte Pauline Skinnes      | dns      | dns      | –       | –       |
| Anna Odine Strøm           | 11       | 19       | –       | –       |
| Polska                     |          |          |         |         |
| Kinga Rajda                | –        | –        | 17      | 16      |
| Joanna Szwab               | –        | –        | 14      | 15      |
| Rosja                      |          |          |         |         |
| Darja Gruszyna             | 34       | 39       | –       | –       |
| Marija Jakowlewa           | 25       | 21       | –       | –       |
| Ksienija Kabłukowa         | 29       | 37       | –       | –       |
| Aleksandra Kustowa         | 37       | 18       | –       | –       |
| Anna Żukowa                | 39       | 42       | –       | –       |
| Stany Zjednoczone          |          |          |         |         |
| Emilee Anderson            | –        | –        | 15      | 17      |
| Tara Geraghty-Moats        | 24       | 13       | –       | –       |
| Nita Englund               | 13       | dsq      | –       | –       |
| Sarah Hendrickson          | 4        | 5        | –       | –       |
| Abby Hughes                | –        | –        | 4       | 6       |
| Nina Lussi                 | 21       | 22       | –       | –       |
| Logan Sankey               | –        | –        | 16      | 11      |
| Szwajcaria                 |          |          |         |         |
| Sabrina Windmüller         | 23       | 24       | –       | –       |
| Włochy                     |          |          |         |         |
| Veronica Gianmoena         | 26       | 27       | 9       | 10      |
| Evelyn Insam               | 18       | 16       | –       | –       |
| Elena Runggaldier          | 15       | 17       | –       | –       |

## Klasyfikacja generalna
Klasyfikacja końcowa
| Miejsce | Zawodniczka                | Występy | Punkty | Strata do liderki |
| ------- | -------------------------- | ------- | ------ | ----------------- |
| 1.      | Anette Sagen               | 4       | 235    | -                 |
| 2.      | Taylor Henrich             | 2       | 180    | -55               |
| 2.      | Daniela Iraschko-Stolz     | 2       | 180    | -55               |
| 4.      | Jacqueline Seifriedsberger | 2       | 160    | -75               |
| 5.      | Eva Pinkelnig              | 2       | 125    | -110              |
| 6.      | Susanna Forsström          | 4       | 113    | -122              |
| 7.      | Zdena Pešatová             | 2       | 105    | -130              |
| 8.      | Sarah Hendrickson          | 2       | 95     | -140              |
| 9.      | Maren Lundby               | 2       | 92     | -143              |
| 10.     | Abby Hughes                | 2       | 90     | -145              |
| 10.     | Léa Lemare                 | 2       | 90     | -145              |
| 12.     | Barbora Blažková           | 4       | 88     | -147              |
| 13.     | Silje Opseth               | 4       | 81     | -154              |
| 14.     | Jasmine Sepandj            | 2       | 72     | -163              |
| 15.     | Juliane Seyfarth           | 2       | 68     | -167              |
| 16.     | Line Jahr                  | 2       | 65     | -170              |
| 17.     | Veronica Gianmoena         | 4       | 64     | -171              |
| 18.     | Michaela Doleželová        | 2       | 58     | -177              |
| 19.     | Sara Melø                  | 4       | 55     | -180              |
| 20.     | Julia Clair                | 2       | 48     | -187              |
| 21.     | Tonje Bakke                | 4       | 44     | -191              |
| 22.     | Océane Avocat Gros         | 4       | 42     | -193              |
| 23.     | Jana Mrákotová             | 4       | 41     | -194              |
| 24.     | Coline Mattel              | 2       | 40     | -195              |
| 25.     | Logan Sankey               | 2       | 39     | -196              |
| 26.     | Chiara Hölzl               | 2       | 37     | -198              |
| 27.     | Anna Odine Strøm           | 2       | 36     | -199              |
| 28.     | Anna Häfele                | 2       | 35     | -200              |
| 29.     | Joanna Szwab               | 2       | 34     | -201              |
| 30.     | Elena Runggaldier          | 2       | 30     | -205              |
| 30.     | Emilee Anderson            | 2       | 30     | -205              |
| 32.     | Kinga Rajda                | 2       | 29     | -206              |
| 33.     | Evelyn Insam               | 2       | 28     | -207              |
| 34.     | Tara Geraghty-Moats        | 2       | 27     | -208              |
| 35.     | Hanna Midtsundstad         | 4       | 26     | -209              |
| 36.     | Anna Rupprecht             | 2       | 22     | -213              |
| 37.     | Nita Englund               | 2       | 20     | -215              |
| 38.     | Nina Lussi                 | 2       | 19     | -216              |
| 39.     | Marija Jakowlewa           | 2       | 16     | -219              |
| 40.     | Sabrina Windmüller         | 2       | 15     | -220              |
| 41.     | Elisabeth Raudaschl        | 2       | 14     | -221              |
| 42.     | Aleksandra Kustowa         | 2       | 13     | -222              |
| 43.     | Lisa Wiegele               | 2       | 11     | -224              |
| 44.     | Karolína Indráčková        | 2       | 6      | -229              |
| 45.     | Ksienija Kabłukowa         | 2       | 2      | -233              |
| 46.     | Ramona Straub              | 2       | 1      | -234              |